# Francis Penrose
Pour les articles homonymes, voir Penrose.
Francis Cranmer Penrose (29 octobre 1817 – 15 février 1903) est un architecte, archéologue, astronome britannique. Il est géomètre de la structure de la cathédrale Saint-Paul, président du Royal Institute of British Architects et directeur de la École britannique d'Athènes.

## Jeunesse
Francis Penrose naît à Bracebridge, près de Lincoln, dans le Lincolnshire, le troisième fils de John Penrose qui y est pasteur, et de son épouse Elizabeth Cartwright. Sa mère est la fille d'Edmond Cartwright et autrice de livres pour enfants sous le pseudonyme de Mrs Markham.
Il est élève à la Bedford Modern School, et au Winchester College. Il étudie l'architecture auprès d'Edward Blore de 1835 à 1838, puis s'inscrit à l'université où il obtient son diplôme de mathématiques au Magdalene College de Cambridge en 1842,. Il rame pour Cambridge lors des Boat Races de 1840, 1841 et 1842 et est capitaine du Cambridge University Boat Club en 1841.

## Carrière d'architecte

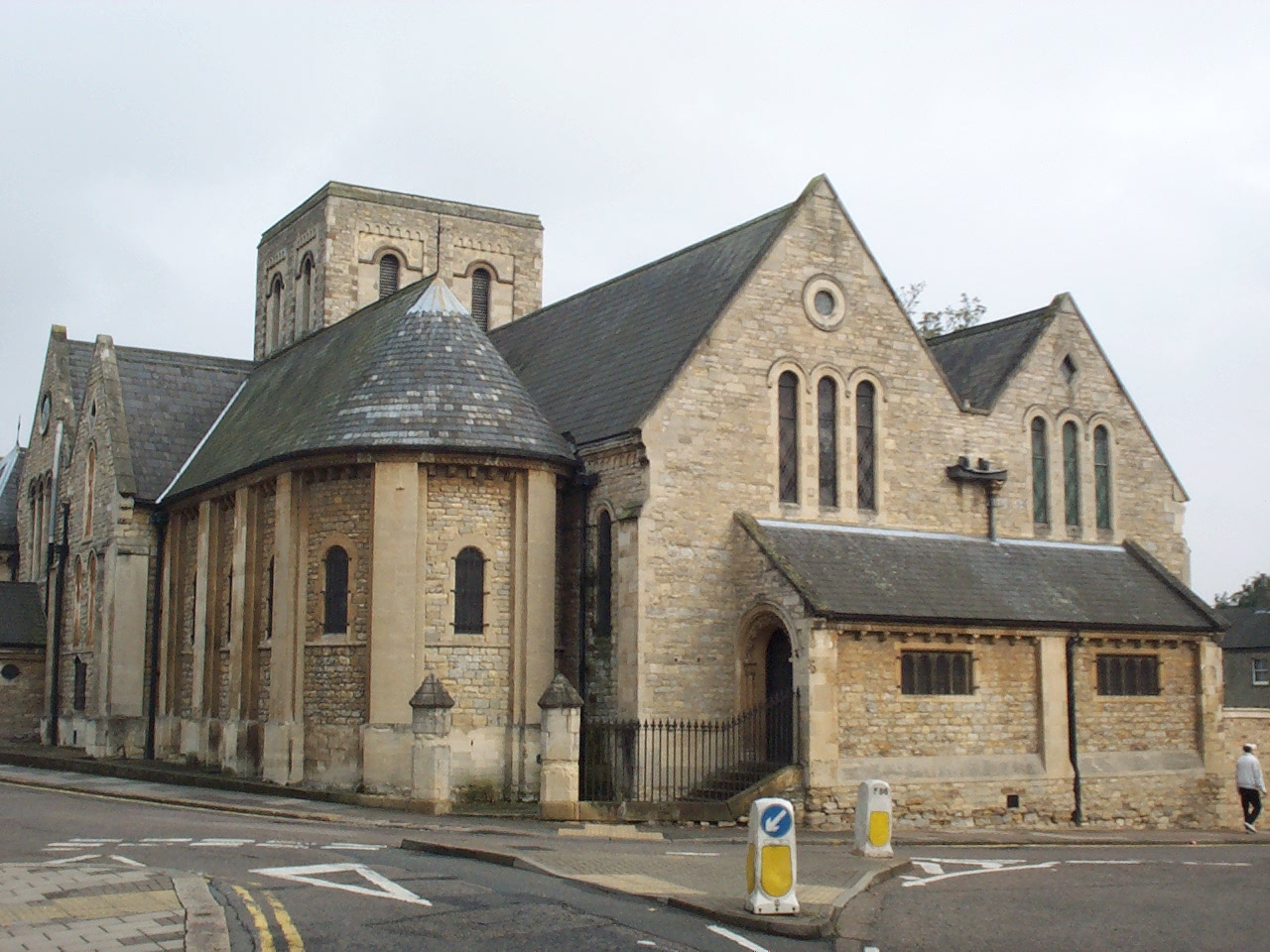
Penrose a conçu les bas-côtés nord et sud ajoutés à l'église St Cuhbert de Bedford en 1864-1865.

Il obtient une bourse de « Travelling Bachelor » qui lui permet de voyager sur le continenr de 1842 à 1845. En 1843 à Rome, Penrose remarque un problème avec la pente du toit du fronton du Panthéon – des recherches ultérieures confirment que l'angle a été modifié par rapport à sa conception originale.
Penrose étudie les monuments classiques en Grèce, prenant et enregistrant des mesures détaillées. Il est l'un des premiers à découvrir l'entasis du Parthénon et à montrer la courbure volontaire des marches et de l'entablement. La Société des Dilettanti s'intéresse à ses découvertes et le renvoie en Grèce pour les confirmer.
En 1848, Penrose est élu membre du Royal Institute of British Architects. Il est nommé arpenteur de la fabrique de la cathédrale Saint-Paul en 1852 et c'est dans ce poste qu'il accomplit son travail principal.
Le travail de Penrose sur la cathédrale Saint-Paul  comprend les sièges du chœur, la chaire et les escaliers en marbre. Il conçoit le mémorial de Lord Napier de Magdala et le tombeau de Wellington dans la crypte, et organise le déplacement du monument de Wellington. Il est également chargé de réaménager les marches de l'entrée ouest et d'exposer les vestiges de l'ancienne cathédrale dans le cimetière. Les nouveaux locaux de l'école chorale de la cathédrale à Carter Lane sont  construits selon ses plans en 1874. C'est après une dispute avec le Doyen et le Chapitre qu'il se tourne vers l'astronomie.

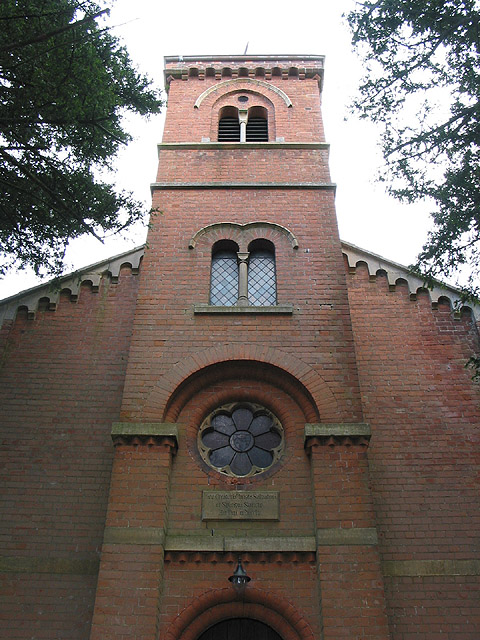
L'église paroissiale Holy Trinity, Apperley, Gloucestershire, construite en 1856.

Il existe une certaine controverse académique quant à savoir si Penrose est l'auteur d'un article d'avril 1852 sur l'architecture athénienne ou si le véritable auteur est Coventry Patmore.
Penrose est nommé fellow du Magdalene College en 1884. Il conçoit la porte d'entrée du Magdalene College et de la Chapel Court du collège St John's à Cambridge. Il est le fondateur et premier directeur de la British School d'Athènes, de 1886 à 1887, puis de 1890 à 1891.
En tant que président du Royal Institute of British Architects de 1894 à 1896, Penrose est nommé architecte et antiquaire de la Royal Academy en 1898. Il rédige l'entrée sur Christopher Wren du Dictionary of National Biography.

## Vie privée
Penrose se marie en 1856 avec Harriette Gibbes, fille de Francis Gibbes, chirurgien de Harewood, Yorkshire. Emily Penrose, la deuxième de cinq enfants et l'aînée de leurs quatre filles, devient directrice du Somerville College d'Oxford, du Royal Holloway College de Londres et du Bedford College de Londres.